# Vincent Diericx
Vincent Marie Hubert Diericx (Geraardsbergen, 11 oktober 1862 - aldaar, 5 augustus 1947) was een Belgisch politicus voor de Katholieke Partij.

## Levensloop
Diericx was van 1884 tot 1900 gemeenteraadslid van Geraardsbergen. In 1894 werd hij verkozen tot katholiek volksvertegenwoordiger voor het arrondissement Aalst en vervulde dit mandaat tot in 1898. 
In 1914 was hij in Geraardsbergen voorzitter van het Bestuur van Burgerlijke Godshuizen. Hij bleef voorzitter tot in 1931, ook dus na de samensmelting met het Armenbestuur, tot vorming van de Commissie van Openbare Onderstand.
Hij werd actief in Belgisch-Congo.

## Publicaties
- Dwars door Kongoland. Dagboek van eenen Belgischen Kongotrotter, Aalst, 1912.
- Le colonat au Congo belge par la Compagnie du Lubilashi, Kortrijk, 1930.
- Het kolonaat in Belgisch Kongo.